# مرغان (فیلم ۱۹۱۶)
مرغان (انگلیسی: Chickens) یک فیلم به کارگردانی بابی برنز است که در سال ۱۹۱۶ منتشر شد. از بازیگران آن می‌توان به بابی برنز و اتل برتون اشاره کرد.